# Mammillaria halei
Mammillaria halei är en kaktusväxtart som beskrevs av Townshend Stith Brandegee. Mammillaria halei ingår i släktet Mammillaria och familjen kaktusväxter. Inga underarter finns listade i Catalogue of Life.